# Kanalbauer

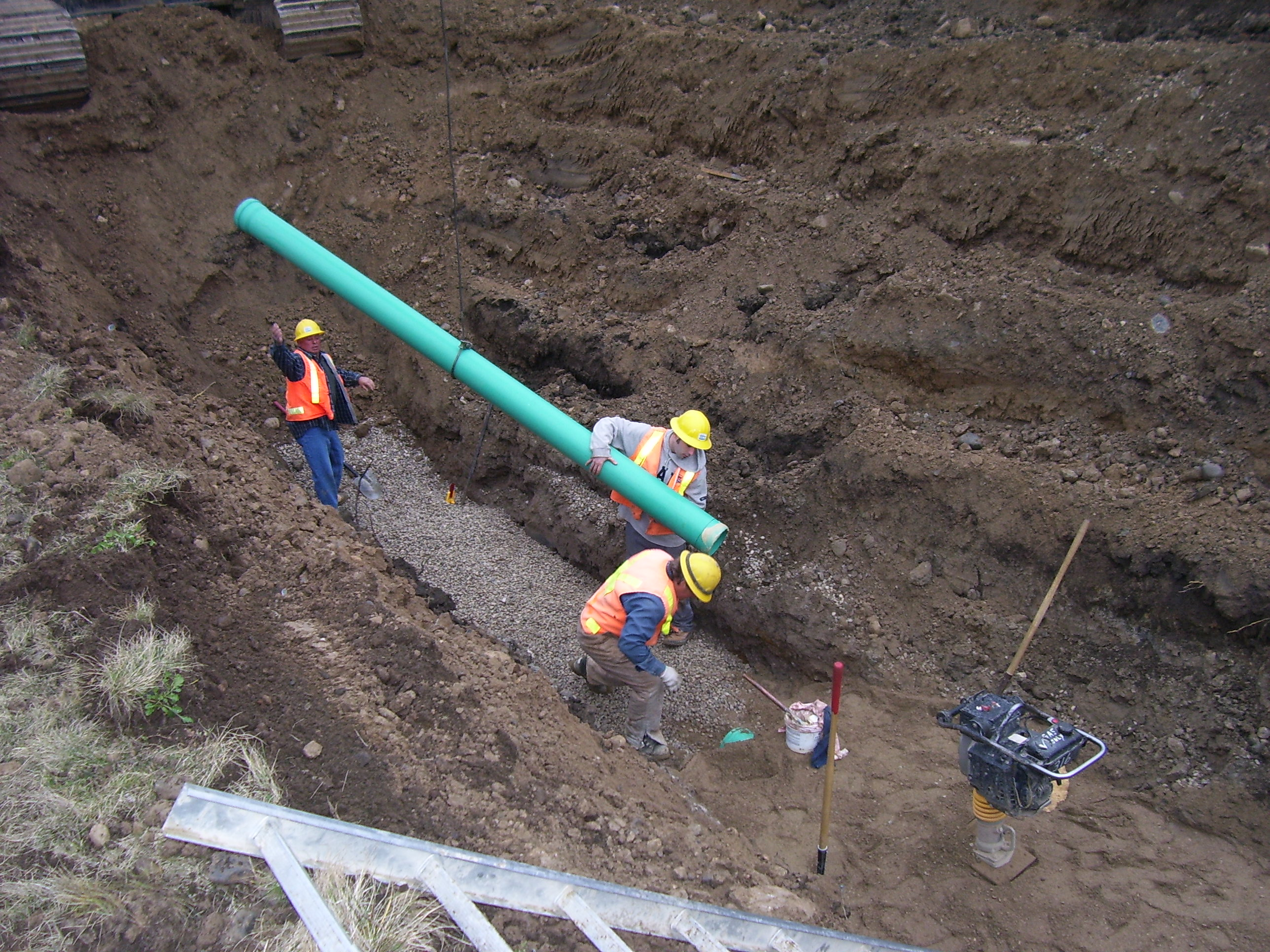
Kanalbauer verlegen ein Kunststoffrohr mit Hilfe eines Hydraulikbaggers.

Der Kanalbauer stellt Entsorgungsleitungen für Abwasser fachgerecht her und führt Instandsetzungsarbeiten am Abwassersystem aus. Des Weiteren errichtet er Kanalbauwerke, wie beispielsweise Schächte und Regenrückhaltebecken.
Der Beruf ist dem Bauhauptgewerbe zuzuordnen und wird mit Hilfe einer mehrjährigen Ausbildung erlernt. Anstellung finden Kanalbauer in Bauunternehmen des Hoch- und Tiefbaus sowie bei Sanierungsbetrieben.

## Aufgaben
Zu den Tätigkeitsschwerpunkten des Kanalbauers zählen das Verlegen von Abwasserleitungen im Graben und das Überprüfen der Dichtigkeit der Leitung. Zu diesem Zweck sind Gräben mit Böschung oder mit Verbau auszuheben. Des Weiteren errichtet er Schachtbauwerke aus Betonfertigteilen, Mauerwerk oder Ortbeton. Um die Funktionsfähigkeit und den Umweltschutz sicherzustellen, achten Kanalbauer auf eine wasserdichte Herstellung sowie auf die Einhaltung der notwendigen Gefälle der Leitungen. Aus diesem Grund führen sie kleinere Vermessungsarbeiten durch, um die Leitungen in Lage und Höhe korrekt einzubauen. Nach Abschluss der Bauarbeiten erfolgt die Wiederverfüllung des Grabens beziehungsweise der Baugrube unter Beachtung einer ordnungsgemäß ausgeführten Bodenverdichtung und die Wiederherstellung der Fahrbahndecke oder Geländeoberfläche.
Mit dem zunehmenden Bedarf an Kanalsanierungen bietet sich dem Kanalbauer ein zusätzliches Einsatzgebiet. In diesem Fall stehen mehrere Verfahrensweisen zur Verfügung, um die Gebrauchstauglichkeit des sanierungsbedürftigen Kanals wiederherzustellen.

## Ausbildung in Deutschland
Kanalbauer ist ein anerkannter Ausbildungsberuf nach dem Berufsbildungsgesetz (BBiG).
Diese bundesweit geregelte 3-jährige Ausbildung wird in Industrie und Handwerk angeboten. Auch eine schulische Ausbildung ist möglich.